# エトムント・フェーゼンマイヤー
エトムント・フェーゼンマイヤー（Edmund Veesenmayer、1904年11月12日 - 1977年12月24日）は、ドイツ国の政治家、親衛隊員。親衛隊少将。ハンガリーとクロアチアでホロコーストに関与した。フェーゼンマイヤーはエルンスト・カルテンブルンナーとヨアヒム・フォン・リッベントロップの部下でアドルフ・アイヒマンの協力者だった。

## 来歴

### 生い立ち
1904年、オーバーシュタウフェン・ケンプテンの学校教師フランツ・クサーヴァー・フェーゼンマイヤーの息子として生まれる。1923年からルートヴィヒ・マクシミリアン大学ミュンヘンで政治学を学び、1926年からはアドルフ・ヴェーバー (経済学者)に師事し、1928年に博士号を取得する。博士号取得後はミュンヘン工科大学とベルリンの大学で経済学の講師を務める。

### ナチ党入党
1932年、ヴィルヘルム・ケプラーの仲介でアドルフ・ヒトラーと出会い、2月1日にナチ党に入党（党員番号873,780）。1934年4月から経済問題研究委員会（ケプラー委員会）に所属し、6月には親衛隊に入隊した（隊員番号202,122）。フェーゼンマイヤーはケプラー委員会での活動を通して経済界との関係を構築した。
1937年4月、オーストリア問題全権委員に就任したケプラーの代理に任命され、ヒトラーに指導力不足を指摘されていたオーストリア・ナチス指導者のヨーゼフ・レオポルト排除を実行し、ウィーンを拠点にオーストリア企業を監督した。1938年2月にヨアヒム・フォン・リッベントロップによりオーストリア大使に任命され、アンシュルス後も大使職を保持した。

### 東欧での活動
大使就任後、フェーゼンマイヤーはリッベントロップの命令で、1938年11月から1939年3月にかけてブラチスラヴァに数回派遣され情報提供者と接触し、ヨゼフ・ティソを親独政権の首班にするため尽力した。また、1939年8月にはダンツィヒに派遣されポーランドとの開戦機運を高めるための工作に従事した。1940年3月からは、イギリスに対してアイルランドを中立に移動するための計画を委託された。
1941年4月、ドイツのザグレブ（クロアチア）の外交スタッフになり、ウスタシャのアンテ・パヴェリッチの擁立を支持した。1941年から1942年にかけてクロアチア独立国とセルビア救国政府のパルチザンとユダヤ人の迫害・殺害に重要な役割を果たした。1943年の春から秋にかけてハンガリー王国に派遣され、摂政ホルティ・ミクローシュの監視を任された。フェーゼンマイヤーは、「ホルティが枢軸国から離脱しようとしている」として、ハンガリーに軍事介入するようにヒトラーとリッベントロップに報告した。1944年3月19日、ヒトラーはマルガレーテ作戦Iを発動し、フェーゼンマイヤーはドイツに占領されたハンガリーの「大ドイツ国の正式代表者」であるハンガリー駐在特使に任命される。
1944年6月13日付けの電報で、フェーゼンマイヤーは外務省に「45の車両と92の列車で合計289，357のユダヤ人をカルパチア山脈とトランシルヴァニア地方から輸送する」と報告している。15日にはリッベントロップに「34万人のユダヤ人が帝国に発送された」と電報で語った。また、ユダヤ人問題の最終決済の後、強制送還されたハンガリー系ユダヤ人の数は90万人に達すると発表した。ハンガリー系ユダヤ人の輸送に関しては国家保安本部のエルンスト・カルテンブルンナーに報告を上げていた。

### 晩年
1945年3月にザルツブルクでアメリカ軍の捕虜となる。敗戦後に大臣裁判にかけられ、1949年4月11日に犯罪組織のメンバーで人間性、奴隷制に対する犯罪のために禁固20年の判決を受けた。1951年1月31日に駐ドイツ高等弁務官ジョン・J・マクロイの指示により10年に減刑され、12月に釈放された。刑期は、フェーゼンマイヤーの関与したとされる殺害人数1人につき、約6分相当であった。
1953年のイギリス情報機関の報告によると、元国民啓蒙・宣伝省次官ヴェルナー・ナウマンが設立した右翼団体ナウマン・サークルに加入し、自由民主党への潜入を模索していたという。その後はルーベのフランス企業Pennel&Flipoのドイツ・ゼネラルマネージャーを務め、1977年にダルムシュタットで死去した。